# Colchicum micaceum
Colchicum micaceum är en tidlöseväxtart som beskrevs av Karin Persson. Colchicum micaceum ingår i släktet tidlösor, och familjen tidlöseväxter. Inga underarter finns listade i Catalogue of Life.